# Космос-2347
Космос-2347 је један од преко 2400 совјетских вјештачких сателита лансираних у оквиру програма Космос.
Космос-2347 је лансиран са космодрома Тјуратам, Бајконур, Казахстан, 9. децембра 1997. Ракета-носач је поставила сателит у орбиту око планете Земље. Маса сателита при лансирању је износила 6500 килограма. Космос-2347 је био војни извиђачки сателит за праћење флоте.